# Kitano Tsunetomi

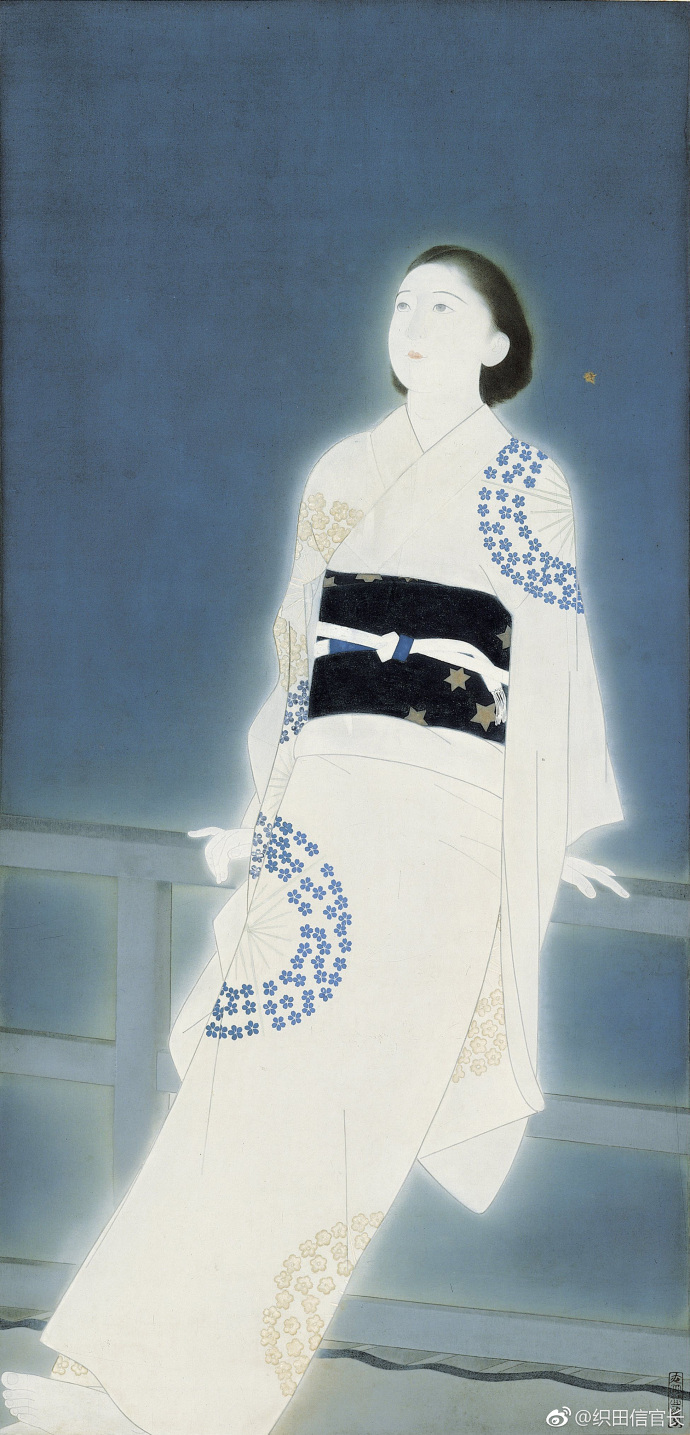
Frau auf der Brücke

Kitano Tsunetomi (japanisch 北野 恒富, eigentlich Kitano Tomotarō (北野 富太郎), weiterer Künstlername: Gouan (後雨庵); geb. 28. Mai 1880 in Kanazawa; gest. 20. Mai 1947) war ein japanischer Maler während der Taishō- und frühen Shōwa-Zeit.

## Leben und Werk
Kitano Tsunetomi fertigte zunächst Druckplatten für Illustrationen in Zeitungen an. Mit 17 ging er nach Osaka, um Maler zu werden. Er gestaltete nun Illustrationen für Erzählungen, die in Zeitungen erschienen. Auch seine großformatigen Werbeplakate mit schönen Frauen fanden Anerkennung. 1910 wurde auf der Bunten-Ausstellung sein Bild „Versammlung der Käfer“ (すだく虫, Sudaku mushi) und im Jahr darauf das Bild „Sonnenschein bei Regen“ (日照雨, Sobae) mit einem 3. Preis ausgezeichnet. Damit hatte er sich als Maler im Nihonga-Stil etabliert.
1914 stellte Kitano auf der wiedererstandenen Inten-Ausstellung das Bild „Der Faden der Bitte“ (願いの糸, Negai no ito) aus. Er blieb von da an dieser Ausstellungsreihe verbunden und gehörte, zusammen mit dem Tokioter Kaburagi Kiyokata und Uemura Shōen in Kioto, zu den prominenten Malern schöner Frauen. Da Kitano anfangs „zauberhaft“ schöne Frauen darstellte, wurde er zu dem Flügel der Malerei gerechnet, der sich mit den nicht Gewöhnlichem beschäftigte, dem „Gadan no Akuma-ha“ (画壇の悪魔派). 
Aus der mittleren Taishō-Zeit ist das Bild der Yodogimi hervorzuheben, das eine neue Tiefe der Darstellung aufweist. Mit der Shōwa-Zeit hält Kitano das moderne Japan in frischer Weise fest. – Kitano war 1931 auf der „Ausstellung japanische Malerei“ in Berlin zu sehen. 1989 gab die japanische Post zwei Briefmarken zu 62 Yen heraus mit je einer Tänzerin des „Awa Odori“, also des festlichen Umzugs in der Präfektur Tokushima (historisch Provinz Awa).

## Bilder
- [1]
- [2]
- [3]
- [4]

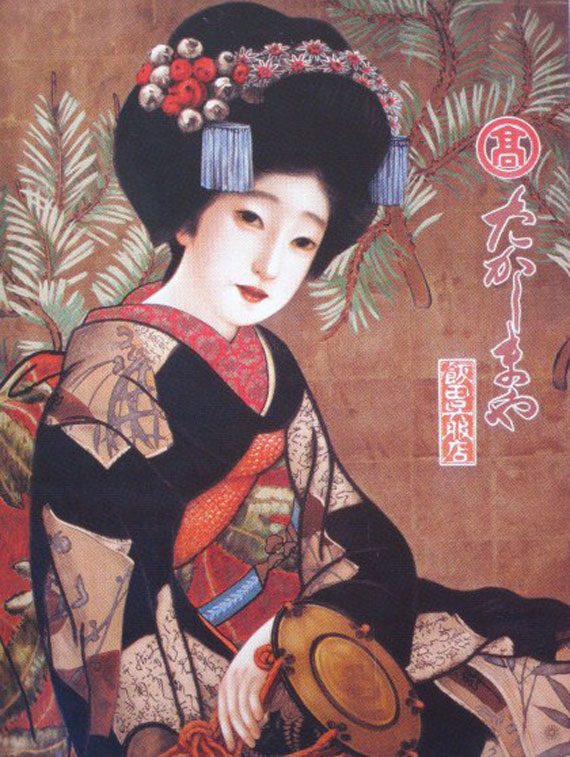
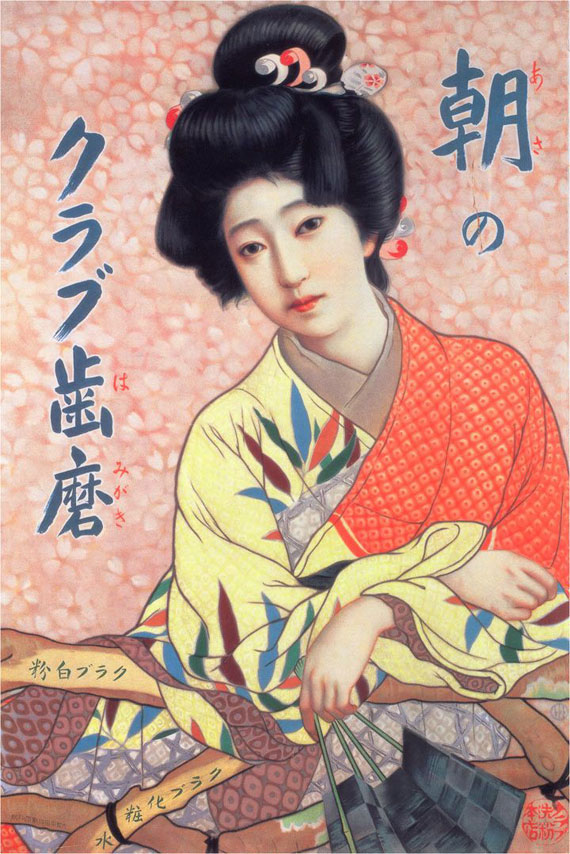
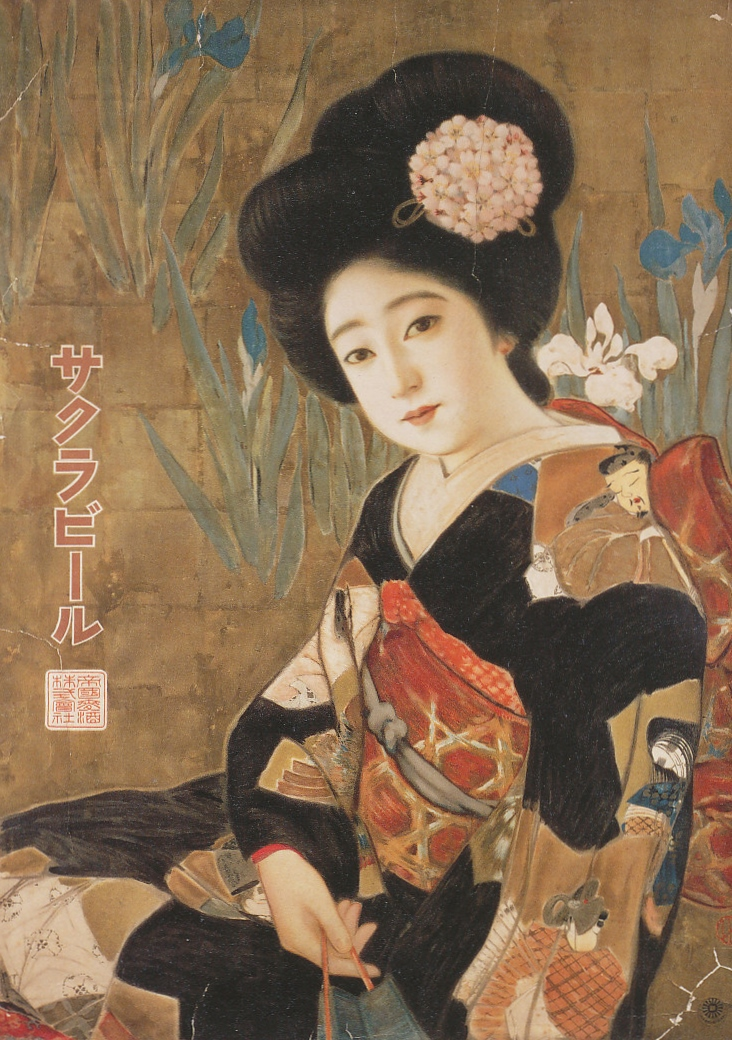
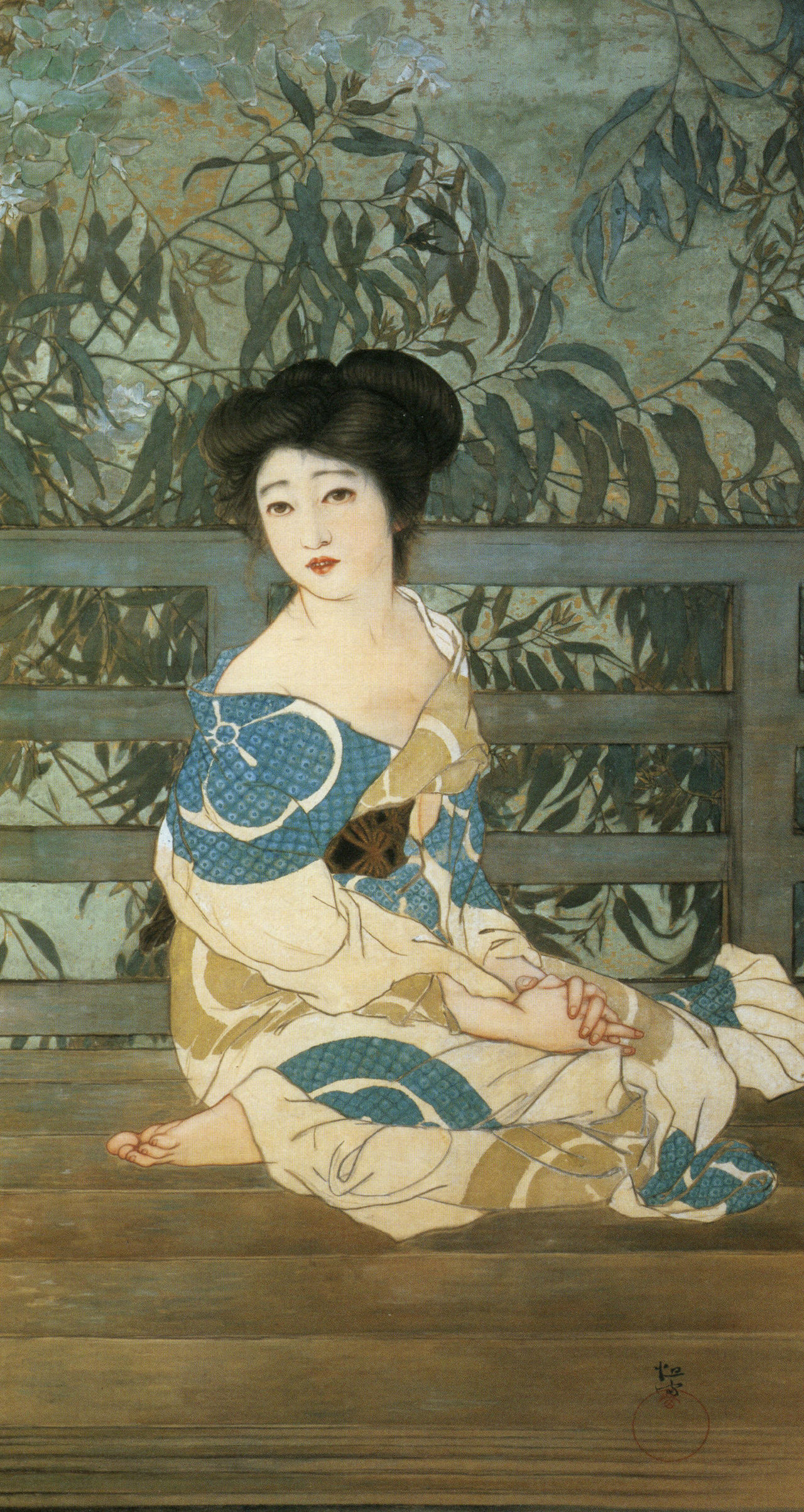
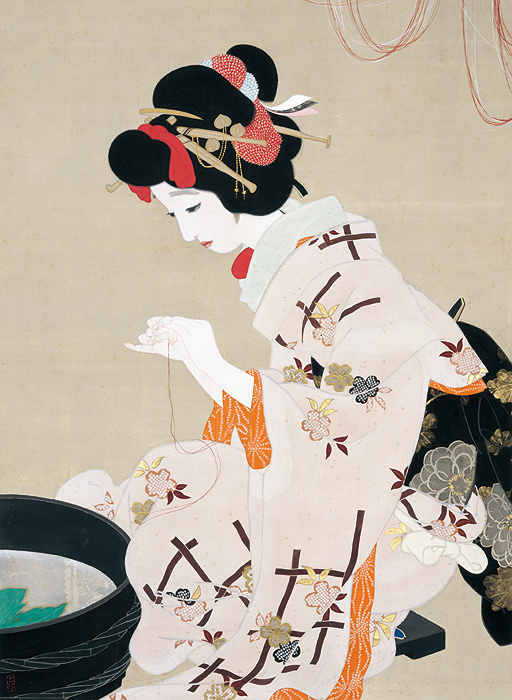
Nähende, 1914
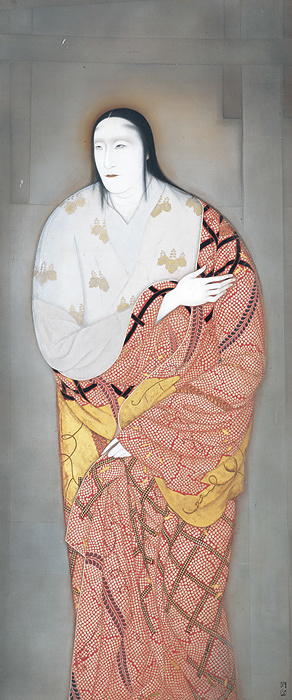
Yodogimi, 1920
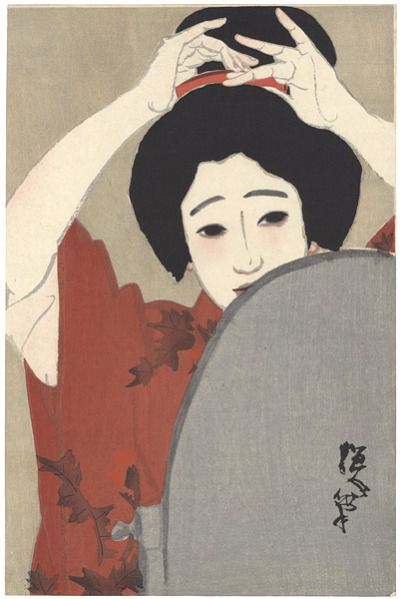
Vor dem Spiegel
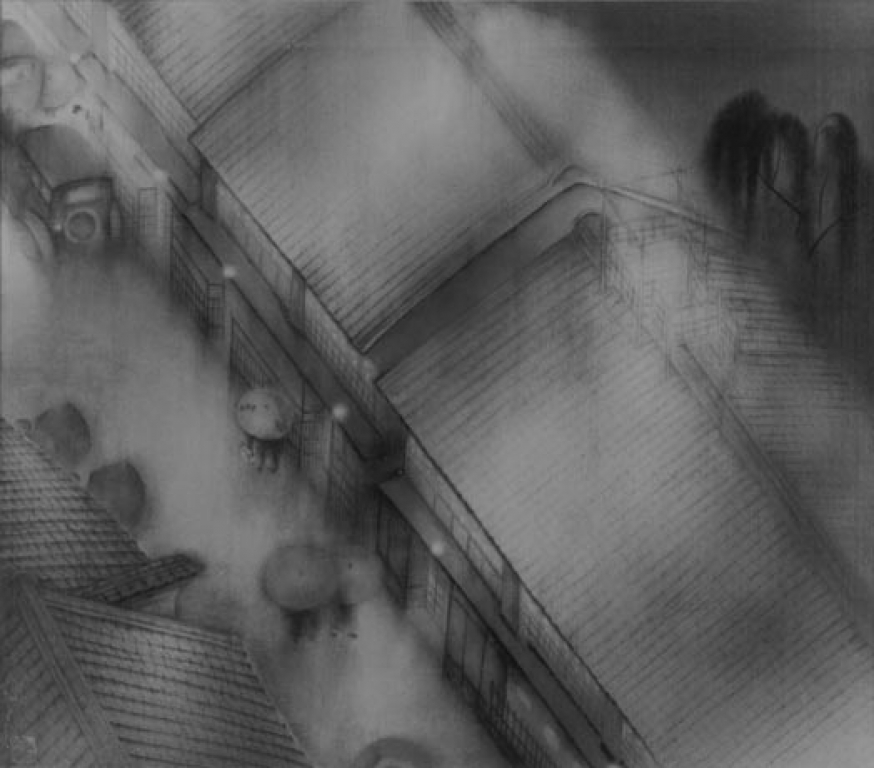

- [5]
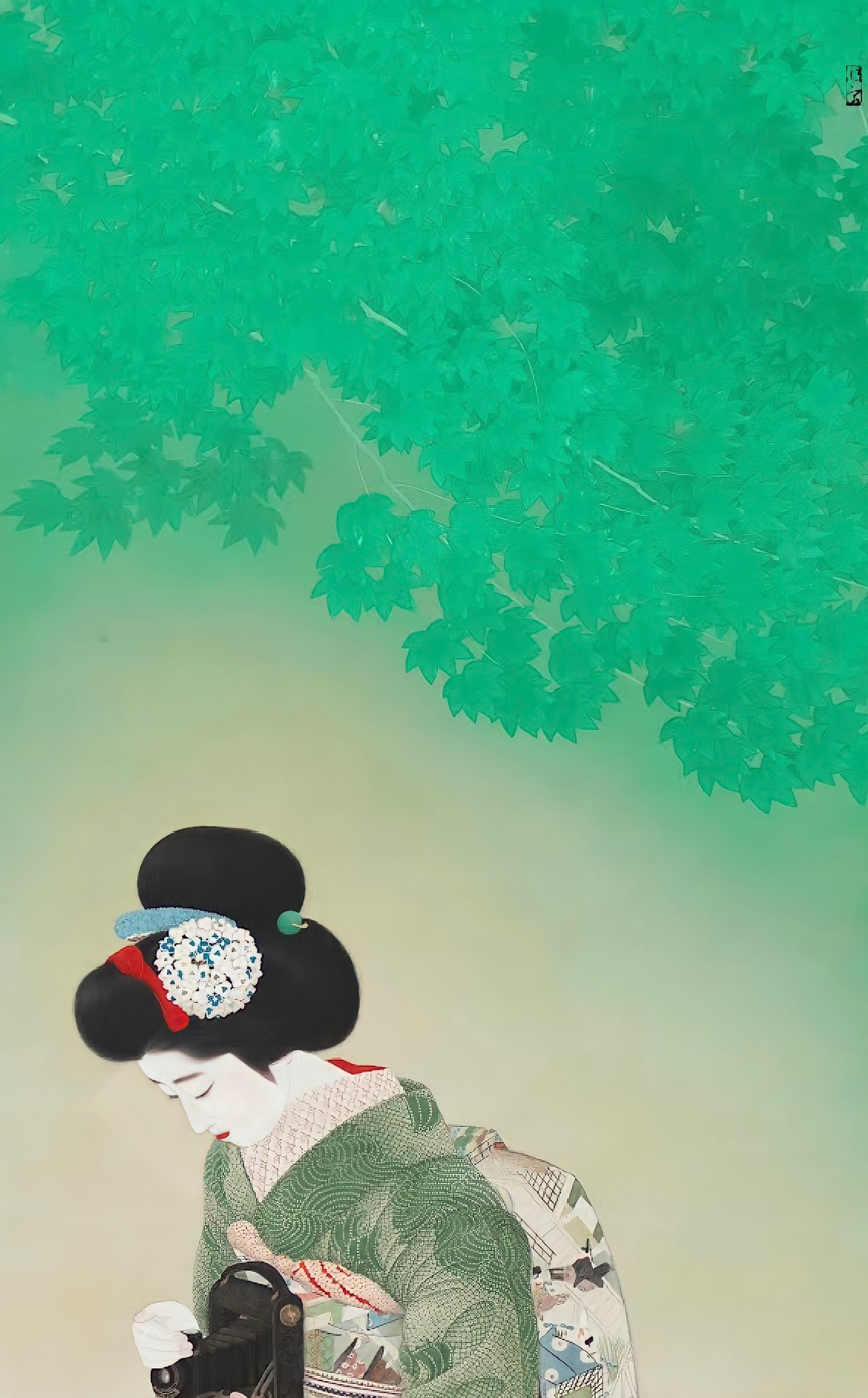
„Spielen“, 1929
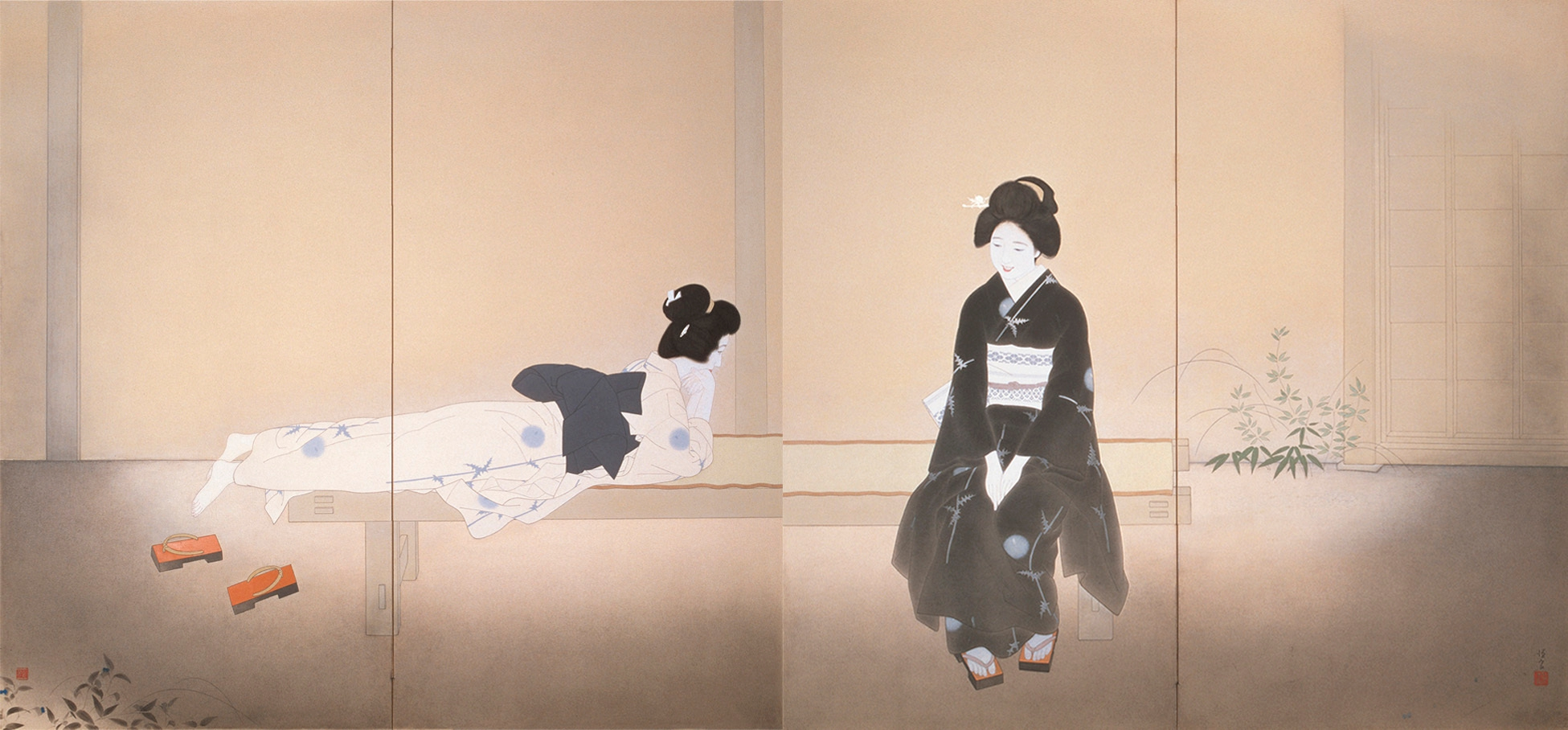
Stellschirm mit zwei verwandten Frauen, 1936